# Christian Gow
Christian Gow (Calgary, 28 de marzo de 1993) es un deportista canadiense que compite en biatlón. Ganó una medalla de bronce en el Campeonato Mundial de Biatlón de 2016, en la prueba por relevos.

## Palmarés internacional
| Campeonato Mundial | Campeonato Mundial | Campeonato Mundial | Campeonato Mundial |
| Año                | Lugar              | Medalla            | Prueba             |
| ------------------ | ------------------ | ------------------ | ------------------ |
| 2016               | Oslo (Noruega)     | Medalla de bronce  | Relevos            |